# Lantriac
Lantriac est une commune française située dans le département de la Haute-Loire en région Auvergne-Rhône-Alpes.

## Géographie

### Localisation
La commune de Lantriac se trouve dans le département de la Haute-Loire, en région Auvergne-Rhône-Alpes. Elle est traversée par le 45e parallèle nord, est de ce fait située à égale distance du pôle Nord et de l'équateur terrestre (environ 5 000 km). Elle est aussi traversée par la ligne Transcévenole.
Elle se situe à 14 km par la route du Puy-en-Velay, préfecture du département, et à 34 km du Chambon-sur-Lignon, bureau centralisateur du canton du Mézenc dont dépend la commune depuis 2015 pour les élections départementales.
Les communes les plus proches sont : 
Arsac-en-Velay (4,9 km), Saint-Germain-Laprade (5,0 km), Laussonne (5,1 km), Saint-Pierre-Eynac (5,6 km), Saint-Julien-Chapteuil (5,9 km), Blavozy (6,6 km), Coubon (6,8 km), Le Monastier-sur-Gazeille (6,9 km).
| Saint-Germain-Laprade | Saint-Germain-Laprade     | Saint-Julien-Chapteuil |
| Arsac-en-Velay        | Lantriac                  | Laussonne              |
| Coubon                | Le Monastier-sur-Gazeille | Laussonne              |

### Lieux-dits
La commune de Lantriac est composée, outre du bourg-centre, de plusieurs lieux-dits et hameaux plus ou moins proches et peuplés : Armenaud, Blanches, Bordaigue, Coudenne, Couteaux, La Berthe, La Chartreuse, La Collange, La Loubeyre, La Rampe, Le Mont, Le Roure, Les Pandraux, Les Terres, Monet, Narbonnette, Pont de Moulines et Rochaubert.

### Cours d'eau
Plusieurs cours d'eau prennent source ou traversent la commune:
- La Laussonne
- La Gagne
- Le Ruisseau de Magnore
- Le Ruisseau de Couteaux
- Les Rivaux
- Le Riou

### Géologie et relief
C’est une commune de moyenne montagne (881 m d'altitude en moyenne) sur le territoire du Mézenc ou se dressent plusieurs monts et sucs faisant plus de 1 000 mètres.

#### Au-dessus de 1000 mètres d'altitude
- suc de Montchamp 1 084 m
- suc de Monet 1 017 m

#### En dessous de 1000 mètres d'altitude
- côtes de Moulines 935 m
- suc d'Armenaud 997 m
- mont Chouvet 871 m (une partie)

### Climat
Pour des articles plus généraux, voir Climat d'Auvergne-Rhône-Alpes et Climat de la Haute-Loire.
En 2010, le climat de la commune est de type climat des marges montargnardes, selon une étude du Centre national de la recherche scientifique s'appuyant sur une série de données couvrant la période 1971-2000. En 2020, Météo-France publie une typologie des climats de la France métropolitaine dans laquelle la commune est exposée à un climat de montagne ou de marges de montagne et est dans la région climatique Sud-est du Massif Central, caractérisée par une pluviométrie annuelle de 1 000 à 1 500 mm, minimale en été, maximale en automne.
Pour la période 1971-2000, la température annuelle moyenne est de 9,4 °C, avec une amplitude thermique annuelle de 16,3 °C. Le cumul annuel moyen de précipitations est de 931 mm, avec 8,1 jours de précipitations en janvier et 6,5 jours en juillet. Pour la période 1991-2020, la température moyenne annuelle observée sur la station météorologique de Météo-France la plus proche, « Le Puy-Chadrac », sur la commune de Chadrac à 10 km à vol d'oiseau, est de 10,4 °C et le cumul annuel moyen de précipitations est de 632,0 mm,. Pour l'avenir, les paramètres climatiques de la commune estimés pour 2050 selon différents scénarios d'émission de gaz à effet de serre sont consultables sur un site dédié publié par Météo-France en novembre 2022.

## Urbanisme

### Typologie
Au 1er janvier 2024, Lantriac est catégorisée bourg rural, selon la nouvelle grille communale de densité à sept niveaux définie par l'Insee en 2022.
Elle est située hors unité urbaine. Par ailleurs la commune fait partie de l'aire d'attraction du Puy-en-Velay, dont elle est une commune de la couronne,. Cette aire, qui regroupe 59 communes, est catégorisée dans les aires de 50 000 à moins de 200 000 habitants,.

### Occupation des sols
L'occupation des sols de la commune, telle qu'elle ressort de la base de données européenne d’occupation biophysique des sols Corine Land Cover (CLC), est marquée par l'importance des territoires agricoles (64,1 % en 2018), en diminution par rapport à 1990 (66,2 %). La répartition détaillée en 2018 est la suivante : 
prairies (48,1 %), forêts (31,3 %), zones agricoles hétérogènes (16 %), zones urbanisées (4,5 %). L'évolution de l’occupation des sols de la commune et de ses infrastructures peut être observée sur les différentes représentations cartographiques du territoire : la carte de Cassini (XVIIIe siècle), la carte d'état-major (1820-1866) et les cartes ou photos aériennes de l'IGN pour la période actuelle (1950 à aujourd'hui).

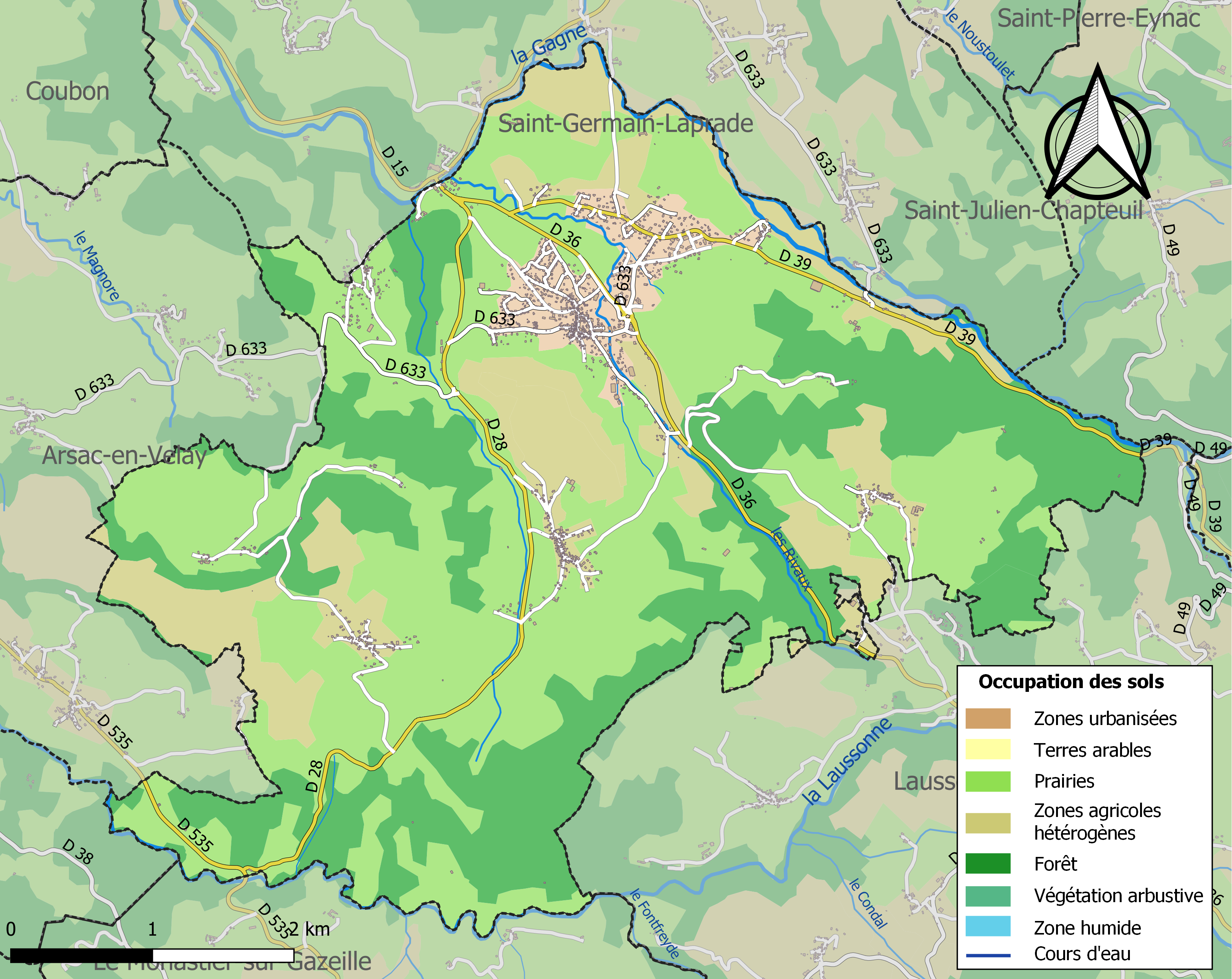
Carte des infrastructures et de l'occupation des sols de la commune en 2018 (CLC).

### Habitat et logement
En 2018, le nombre total de logements dans la commune était de 967, alors qu'il était de 919 en 2013 et de 868 en 2008.
Parmi ces logements, 80,8 % étaient des résidences principales, 7,1 % des résidences secondaires et 12,1 % des logements vacants. Ces logements étaient pour 89,6 % d'entre eux des maisons individuelles et pour 10,3 % des appartements.
Le tableau ci-dessous présente la typologie des logements à Lantriac en 2018 en comparaison avec celle de la Haute-Loire et de la France entière. Une caractéristique marquante du parc de logements est ainsi une proportion de résidences secondaires et logements occasionnels (7,1 %) inférieure à celle du département (16,1 %) mais supérieure à celle de la France entière (9,7 %). Concernant le statut d'occupation de ces logements, 74,4 % des habitants de la commune sont propriétaires de leur logement (74,1 % en 2013), contre 70 % pour la Haute-Loire et 57,5 pour la France entière.
| Typologie                                               | Lantriac | Haute-Loire | France entière |
| ------------------------------------------------------- | -------- | ----------- | -------------- |
| Résidences principales (en %)                           | 80,8     | 71,5        | 82,1           |
| Résidences secondaires et logements occasionnels (en %) | 7,1      | 16,1        | 9,7            |
| Logements vacants (en %)                                | 12,1     | 12,4        | 8,2            |

## Toponymie
Anciennes mentions : In pago Vellaico, in vicaria de Sancta Maria, ... nbi vocabulum est Carturilago (Lanturilacus) (vers 970), Catusago (vers 980), Villa quæ vocatur Lantriacum (990), In Vellaico, villa quæ Lanciacus (Lantriacus) dicitur (vers 993), Ecclesia S. Vincentii de Lantriaco (vers 1080), Parochia de Lantriac (vers 1161), Curatus Lantriacii (1448).
Selon le toponymiste Ernest Nègre, le toponyme Lantriac proviendrait du nom propre germanique Lantharius, suivi du suffixe -iacum.

## Histoire

### Les Hospitaliers
Les Pandraux, ancienne possession des Hospitaliers de l'ordre de Saint-Jean de Jérusalem de la commanderie Saint-Jean du Puy qui faisait partie de l'annexe de Pébellit. La plupart voir la totalité des fonds de Pébellit, Noustoulet et Les Pandraux ayant appartenu aux Hospitaliers depuis la fin du XIIe siècle.

## Politique et administration

### Découpage territorial
La commune de Lantriac est membre de la communauté de communes Mézenc-Loire-Meygal, un établissement public de coopération intercommunale (EPCI) à fiscalité propre créé le 27 décembre 2016 dont le siège est à Saint-Julien-Chapteuil. Ce dernier est par ailleurs membre d'autres groupements intercommunaux.
Sur le plan administratif, elle est rattachée à l'arrondissement du Puy-en-Velay, au département de la Haute-Loire, en tant que circonscription administrative de l'État, et à la région Auvergne-Rhône-Alpes.
Sur le plan électoral, elle dépend du canton du Mézenc pour l'élection des conseillers départementaux, depuis le redécoupage cantonal de 2014 entré en vigueur en 2015, et de la première circonscription de la Haute-Loire   pour les élections législatives, depuis le redécoupage électoral de 1986.

### Liste des maires
| Période                                  | Période                    | Identité         | Étiquette | Qualité               |
| ---------------------------------------- | -------------------------- | ---------------- | --------- | --------------------- |
| Les données manquantes sont à compléter. |                            |                  |           |                       |
| 1989                                     | 2001                       | Jean-Paul Thivel | PS        |                       |
| mars 2001                                | mars 2008                  | Dominique Gounon | DVD       |                       |
| mars 2008                                | 2014                       | Jean Simon       |           |                       |
| 2014                                     | En cours (au 27 août 2014) | Pierre Bresselle | DVG       | Professeur des écoles |

### Jumelages
- Venarotta (Italie), voir Venarotta (it).

### Démographie

#### Évolution démographique
L'évolution du nombre d'habitants est connue à travers les recensements de la population effectués dans la commune depuis 1793. Pour les communes de moins de 10 000 habitants, une enquête de recensement portant sur toute la population est réalisée tous les cinq ans, les populations de référence des années intermédiaires étant quant à elles estimées par interpolation ou extrapolation. Pour la commune, le premier recensement exhaustif entrant dans le cadre du nouveau dispositif a été réalisé en 2008.

En 2022, la commune comptait 1 929 habitants, en évolution de −0,1 % par rapport à 2016 (Haute-Loire : +0,36 %, France hors Mayotte : +2,11 %).
| 1793  | 1800  | 1806  | 1821  | 1831  | 1836  | 1841  | 1846  | 1851  |
| ----- | ----- | ----- | ----- | ----- | ----- | ----- | ----- | ----- |
| 1 153 | 1 037 | 1 306 | 1 290 | 1 402 | 1 456 | 1 504 | 1 485 | 1 449 |

| 1856  | 1861  | 1866  | 1872  | 1876  | 1881  | 1886  | 1891  | 1896  |
| ----- | ----- | ----- | ----- | ----- | ----- | ----- | ----- | ----- |
| 1 476 | 1 563 | 1 542 | 1 637 | 1 668 | 1 743 | 1 677 | 1 614 | 1 564 |

| 1901  | 1906  | 1911  | 1921  | 1926  | 1931  | 1936  | 1946  | 1954  |
| ----- | ----- | ----- | ----- | ----- | ----- | ----- | ----- | ----- |
| 1 559 | 1 642 | 1 603 | 1 373 | 1 340 | 1 289 | 1 268 | 1 113 | 1 018 |

| 1962 | 1968 | 1975 | 1982  | 1990  | 1999  | 2006  | 2008  | 2013  |
| ---- | ---- | ---- | ----- | ----- | ----- | ----- | ----- | ----- |
| 902  | 892  | 981  | 1 244 | 1 468 | 1 597 | 1 775 | 1 827 | 1 902 |

| 2018  | 2022  | - | - | - | - | - | - | - |
| ----- | ----- | - | - | - | - | - | - | - |
| 1 924 | 1 929 | - | - | - | - | - | - | - |

#### Pyramide des âges
La population de la commune est relativement jeune.
En 2018, le taux de personnes d'un âge inférieur à 30 ans s'élève à 32,9 %, soit au-dessus de la moyenne départementale (31 %). À l'inverse, le taux de personnes d'âge supérieur à 60 ans est de 27,8 % la même année, alors qu'il est de 31,1 % au niveau départemental.
En 2018, la commune comptait 948 hommes pour 976 femmes, soit un taux de 50,73 % de femmes, légèrement inférieur au taux départemental (50,87 %).
Les pyramides des âges de la commune et du département s'établissent comme suit.
| Hommes | Classe d’âge | Femmes |
| ------ | ------------ | ------ |
| 0,7    | 90 ou +      | 2,5    |
| 7,1    | 75-89 ans    | 9,0    |
| 18,5   | 60-74 ans    | 17,8   |
| 21,6   | 45-59 ans    | 20,0   |
| 19,1   | 30-44 ans    | 17,9   |
| 12,1   | 15-29 ans    | 14,3   |
| 20,9   | 0-14 ans     | 18,4   |

| Hommes | Classe d’âge | Femmes |
| ------ | ------------ | ------ |
| 0,9    | 90 ou +      | 2,5    |
| 8,4    | 75-89 ans    | 11,7   |
| 20,4   | 60-74 ans    | 20,5   |
| 21,3   | 45-59 ans    | 20,3   |
| 16,8   | 30-44 ans    | 16,3   |
| 15,2   | 15-29 ans    | 13,2   |
| 17     | 0-14 ans     | 15,6   |

## Économie

### Revenus
En 2018, la commune compte 765 ménages fiscaux, regroupant 1 905 personnes. La médiane du revenu disponible par unité de consommation est de 21 280 € (20 800 € dans le département).

### Emploi
| Division       | 2008  | 2013  | 2018  |
| -------------- | ----- | ----- | ----- |
| Commune        | 3,9 % | 5 %   | 6,1 % |
| Département    | 6,3 % | 7,7 % | 7,7 % |
| France entière | 8,3 % | 10 %  | 10 %  |

En 2018, la population âgée de 15 à 64 ans s'élève à 1 141 personnes, parmi lesquelles on compte 77,7 % d'actifs (71,6 % ayant un emploi et 6,1 % de chômeurs) et 22,3 % d'inactifs,. Depuis 2008, le taux de chômage communal (au sens du recensement) des 15-64 ans est inférieur à celui de la France et du département.
La commune fait partie de la couronne de l'aire d'attraction du Puy-en-Velay, du fait qu'au moins 15 % des actifs travaillent dans le pôle,. Elle compte 265 emplois en 2018, contre 279 en 2013 et 294 en 2008. Le nombre d'actifs ayant un emploi résidant dans la commune est de 824, soit un indicateur de concentration d'emploi de 32,1 % et un taux d'activité parmi les 15 ans ou plus de 57,8 %.
Sur ces 824 actifs de 15 ans ou plus ayant un emploi, 136 travaillent dans la commune, soit 17 % des habitants. Pour se rendre au travail, 93,4 % des habitants utilisent un véhicule personnel ou de fonction à quatre roues, 0,4 % les transports en commun, 3,6 % s'y rendent en deux-roues, à vélo ou à pied et 2,5 % n'ont pas besoin de transport (travail au domicile).

## Culture, patrimoine et loisirs

### La Transcévenole
La Transcévenole est une ligne de chemin de fer qui devait relier Le Puy-en-Velay à Lalevade-d'Ardèche en traversant par la commune de Lantriac, mais qui n'a jamais abouti. Le tracé, en partie réaménagé, est aujourd’hui utilisé comme itinéraire de randonnée et de loisirs.

#### La gare de Lantriac
La gare de Lantriac qui a longtemps été utilisée pour le stockage de matériaux par la Communauté de communes du Meygal propose un espace de loisirs, avec une patinoire synthétique.

#### Le tunnel du Roure
Le tunnel du Roure qui était utilisé comme dépôt pour faire mûrir le fromage pendant un long moment a aussi accueilli le tournage de l'émission La Princesse du rail où une voie provisoire a été posée en 1960.

### Les Troglodytiques de Couteaux

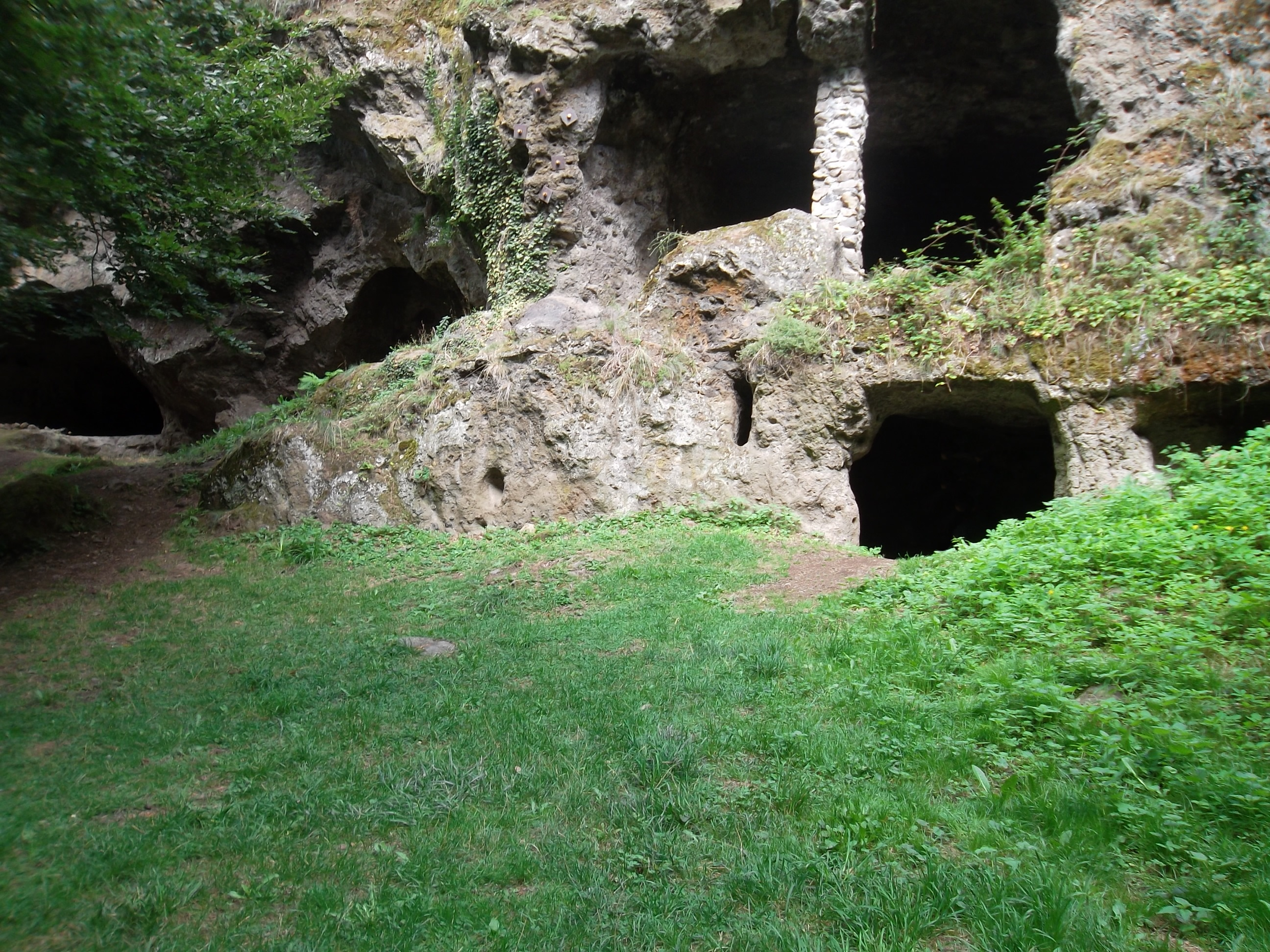
Troglodytique de Couteaux

### Patrimoine naturel
La commune abrite tout ou partie de plusieurs zones naturelles d'intérêt écologique, faunistique et floristique (ZNIEFF) qui couvrent l'essentiel du territoire communal, seul le bourg n'est pas concerné par une de ces ZNIEFF.
- ZNIEFF de type 2 du Mézenc - Meygal couvre une large partie de la commune se situant au nord-est de la route de Laussonne et englobe les hameaux des Terres Blanches, du Roure, de Bordaigue, de la Berthe, d'Armenaud et du Mont[26]. Sur cette zone de la commune se trouvent de nombreux biotopes différents, sapinière, forêt de pins sylvestres, lande à genêts (notamment près des sucs d'Armenaud et de Montchamp), prairie de fauche de montagne...
- ZNIEFF de type 2 du Bassin du Puy - Emblavez, au sud-ouest du bourg.
- ZNIEFF de type 1 des gorges de la Gagne, le long de la rivière du même nom qui délimite les communes de Lantriac et de Saint-Germain-Laprade.
- ZNIEFF de type 1 du Mont Chouvet, à cheval sur la commune de Lantriac et d'Arsac-en-Velay cette zone a été classée du fait de ses pelouses écorchées sur marne à brome ou se trouve un nombre intéressant d'espèces végétales exceptionnelles pour l'Auvergne dont notamment Xeranthemum cylindraceum (Xéranthème fétide) et Bufonia paniculata (Bufonie paniculée).
- ZNIEFF de type 1 des environs du suc de Monet, également entre Lantriac et Arsac-en-Velay, ce secteur offre un pêle-mêle de zones agricoles et forestières qui abrite une zone de reproduction et d'hibernation du petit rhinolophe , petite espèce de chauve-souris, ainsi qu'une zone de chasse d'un autre chiroptères très rare en Auvergne, le molosse de Cestoni[27].

### Lantriac dans les arts et la culture

#### Lantriac dans la littérature
Le village est le théâtre d'un des principaux épisodes du Marquis de Villemer de George Sand ou l'une des principales protagonistes, la belle Caroline de Saint-Geneix, fait halte. Ce roman fait partie d'un triptyque comprenant également Jean de la Roche et La Ville noire. George Sand effectuant un voyage en Auvergne, du 28 mai au 29 juin 1859 décida d'y situer l'action de ses trois romans. Dans "Le Marquis de Villemer", le Velay est le lieu des racines et de l'authenticité et s'oppose à Paris, aristocratique et artificiel. C'est dans ce cadre que s'installe l'intrigue amoureuse entre le Marquis de Villemer et Caroline de Saint-Geneix  au cœur des paysages visités par la romancière. Le Puy-en-Velay et sa cathédrale, Espaly-Saint-Marcel et ses orgues, Polignac et son château sont tour à tour le théâtre de cet amour grandissant pour se finir aux Estables, sur les flancs du mont Mézenc.

#### Lantriac à la télé
La ligne de chemin de fer a été utilisée dans les années 1960 près de Lantriac pour le tournage du feuilleton télévisé La Princesse du rail tourné par Henri Spade avec Jacques Santi ("Les Chevaliers du ciel") en vedette et diffusé sur la première chaîne de  l'ORTF en 1967 et 1972.
Des rails avaient été spécialement posés dès 1960 en vue du tournage de ce feuilleton À noter également que la machine à vapeur utilisée sur la courte ligne construite pour cette évocation télévisée est la locomotive Crampton no 80 conservée à la Cité du train (musée du chemin de fer) de Mulhouse.

### Personnalités liées à la commune
- Louis Terrasse (1848-1885), missionnaire des Missions étrangères de Paris assassiné dans le Yunnan (Chine)[30].
- Pierre Sang Boyer (1980-), chef cuisinier français.

## Galerie

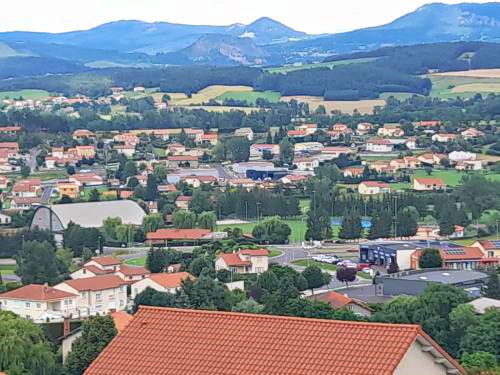
Lantriac
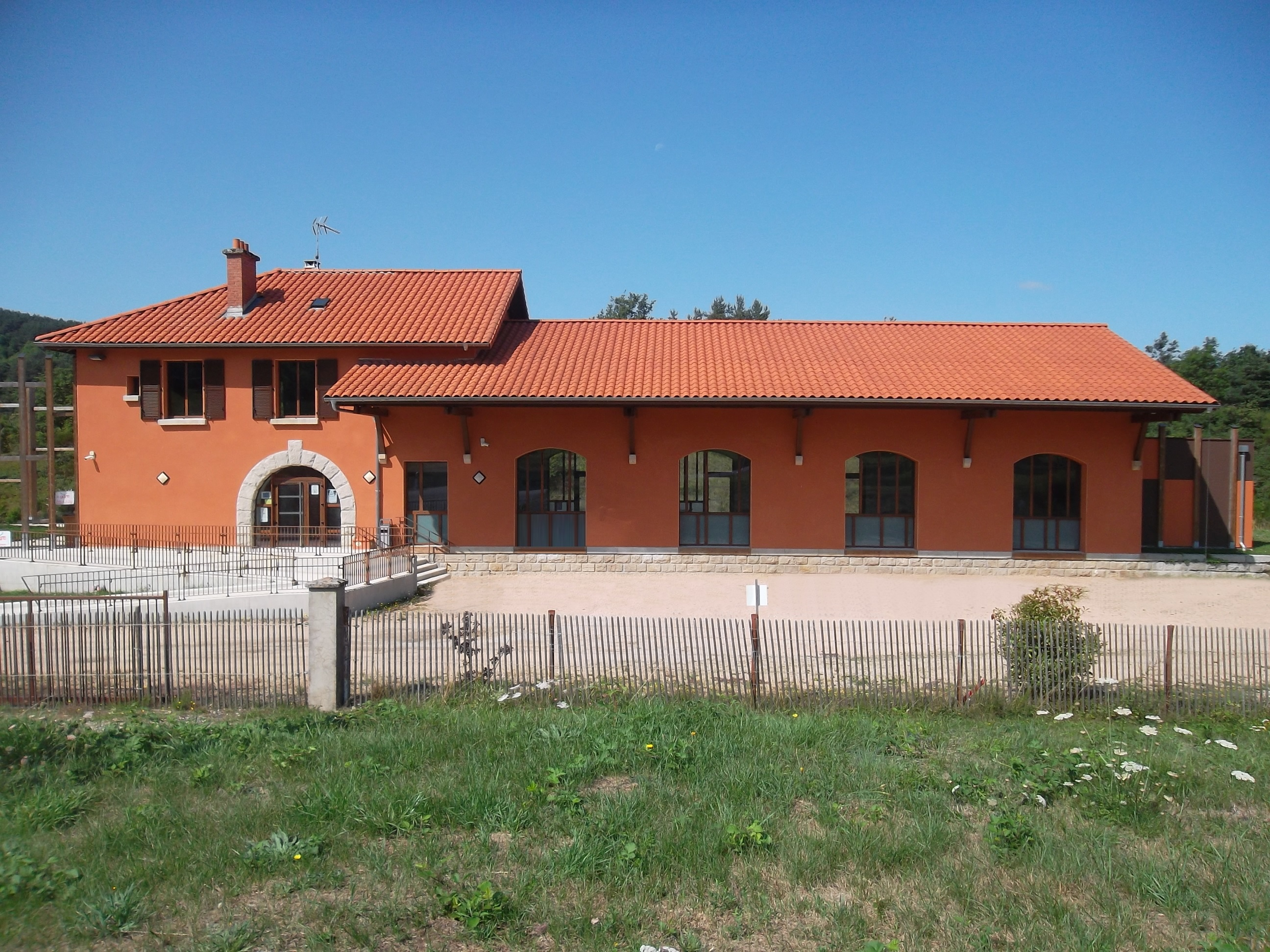
La gare de Lantriac
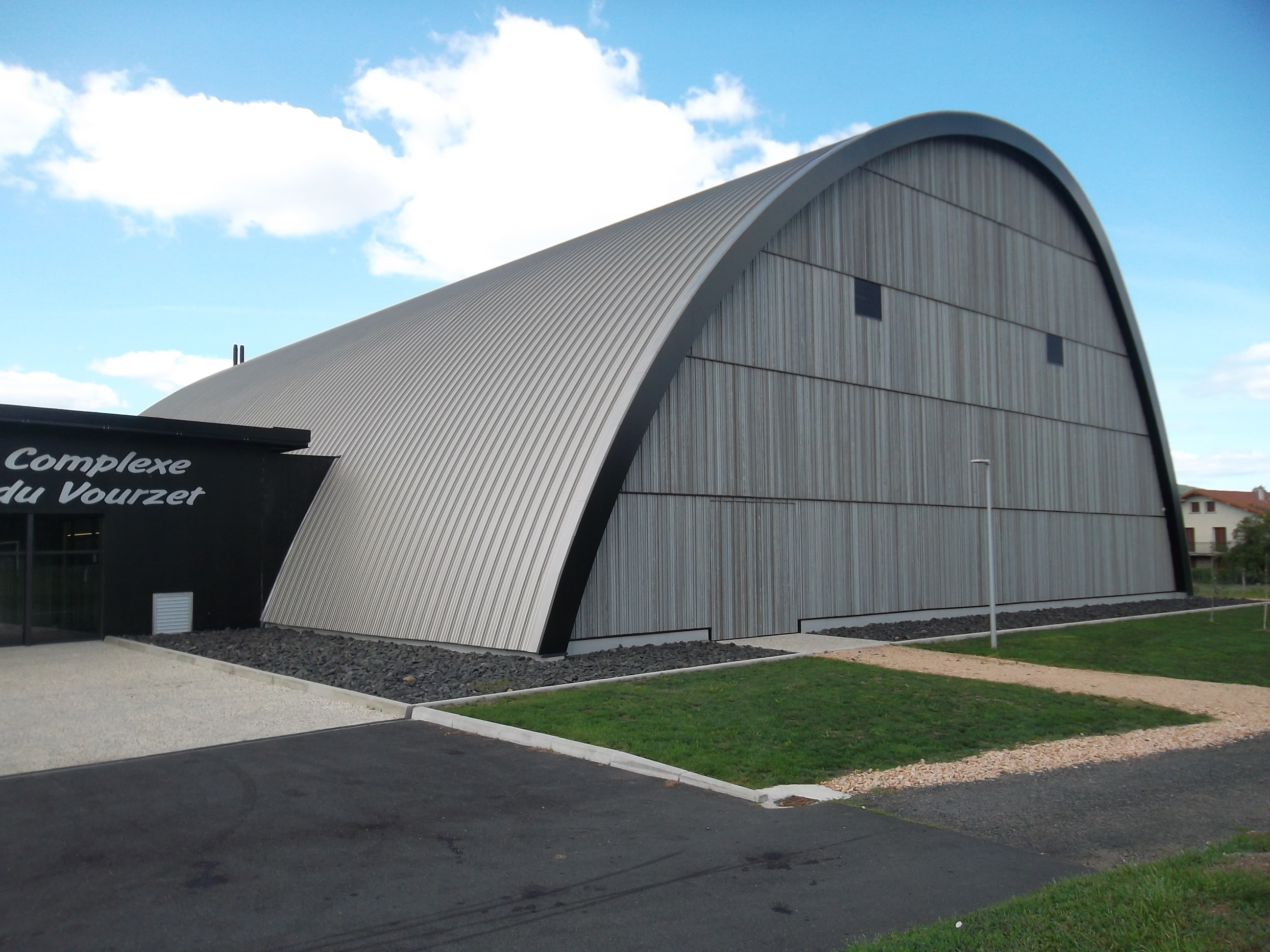
Le complexe sportif du Vourzet
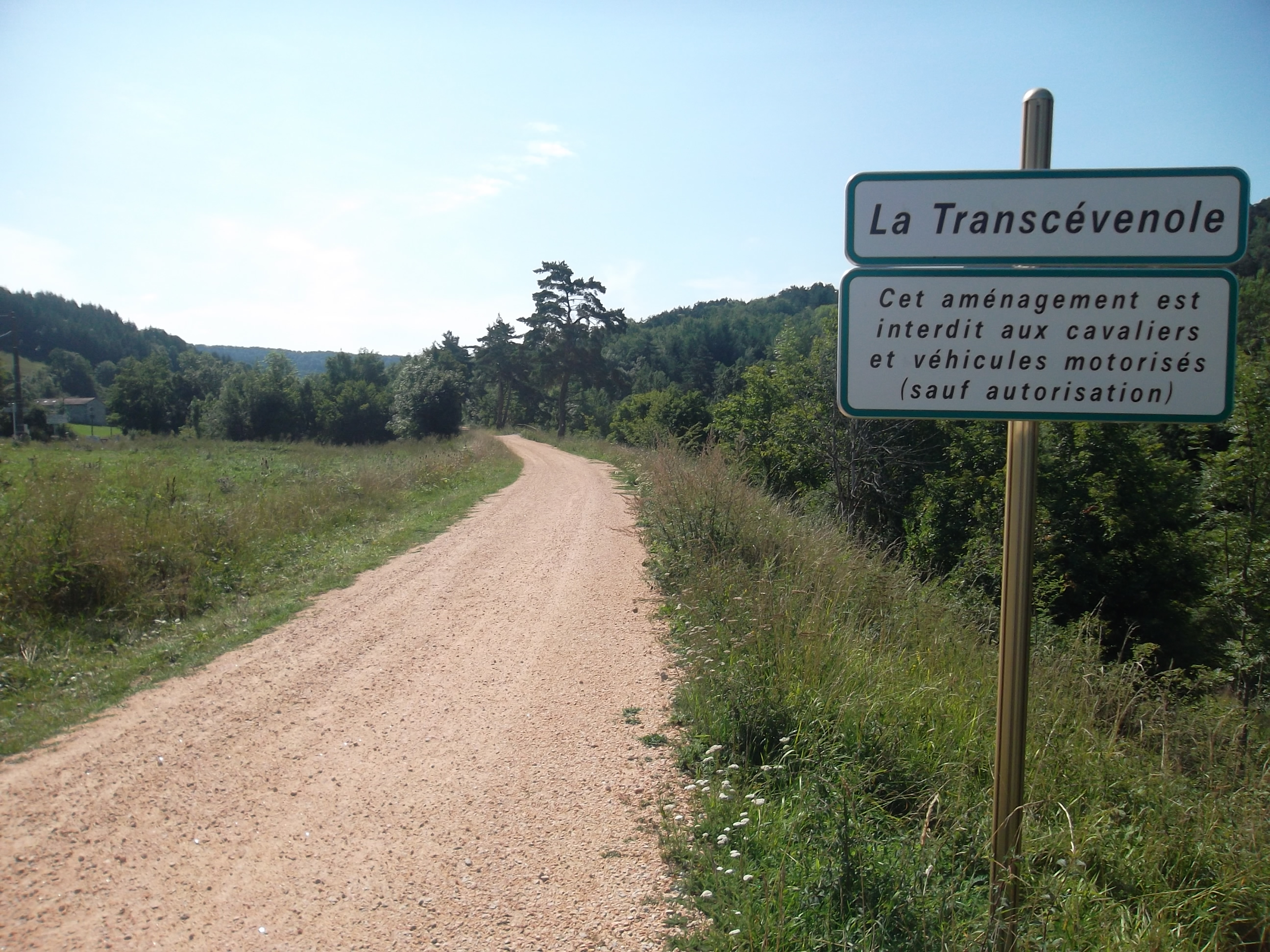
La Transcevenole
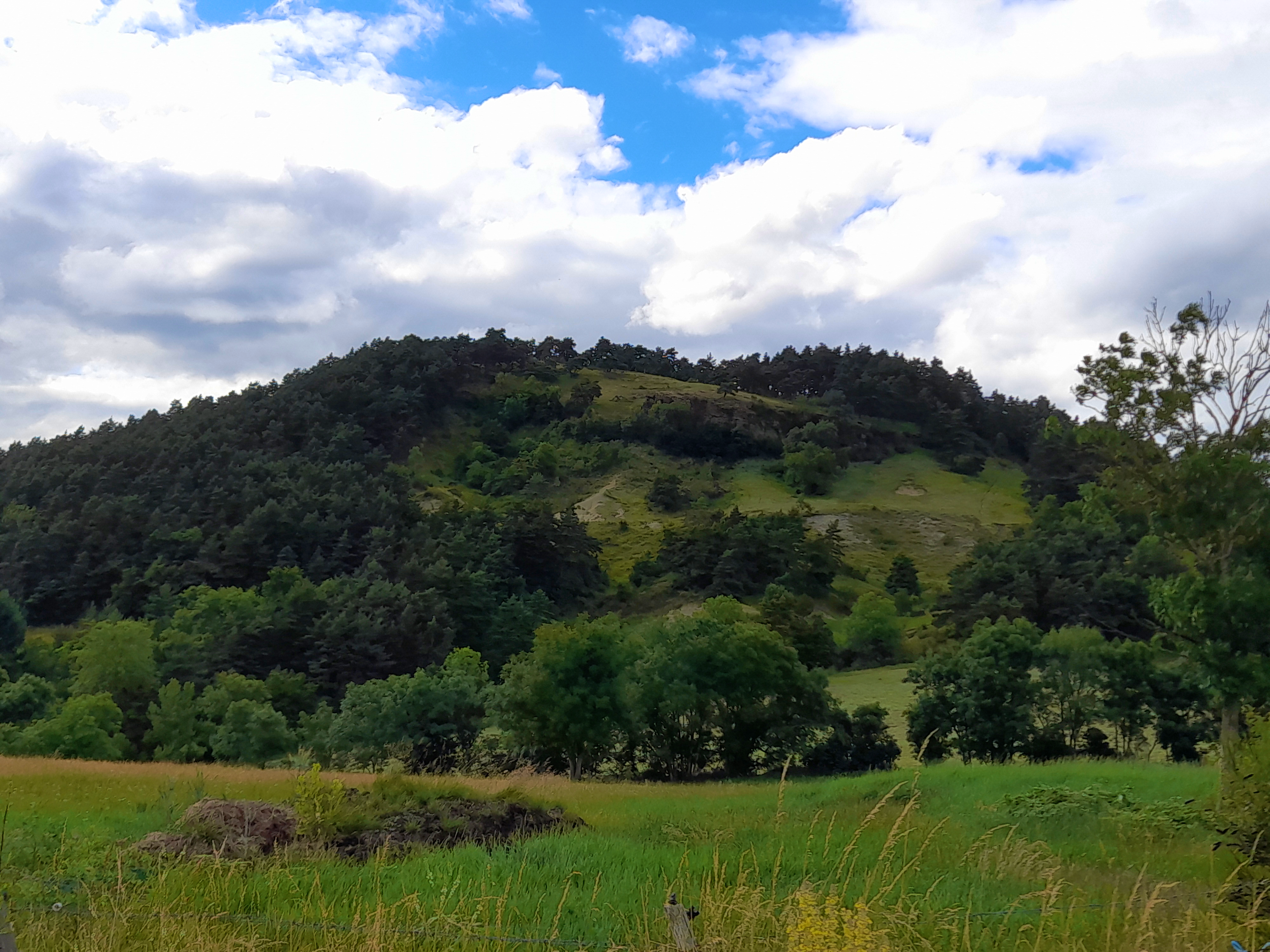
Le mont Chouvet
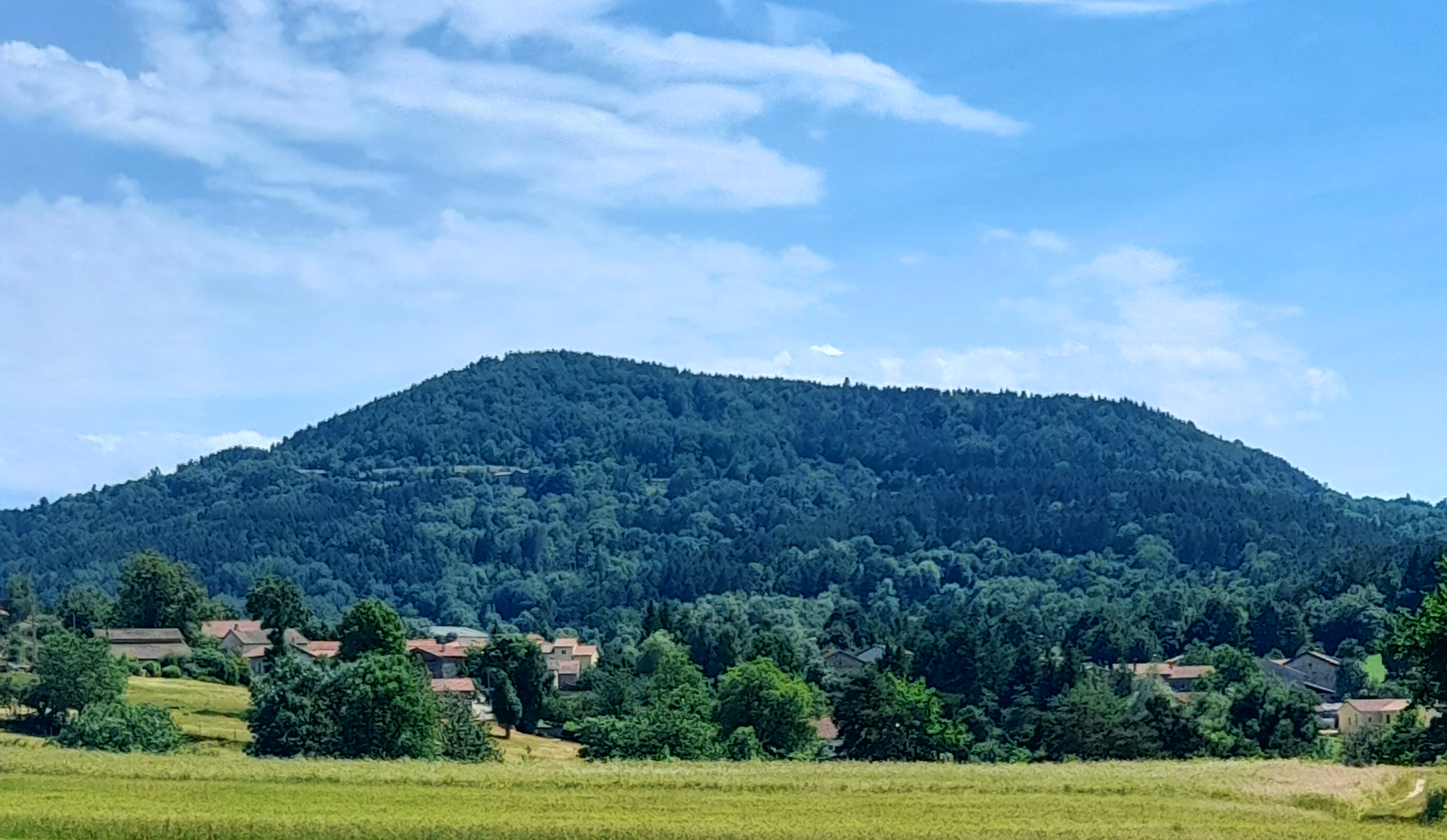
Le suc de Monet (1 015 m d'altitude)
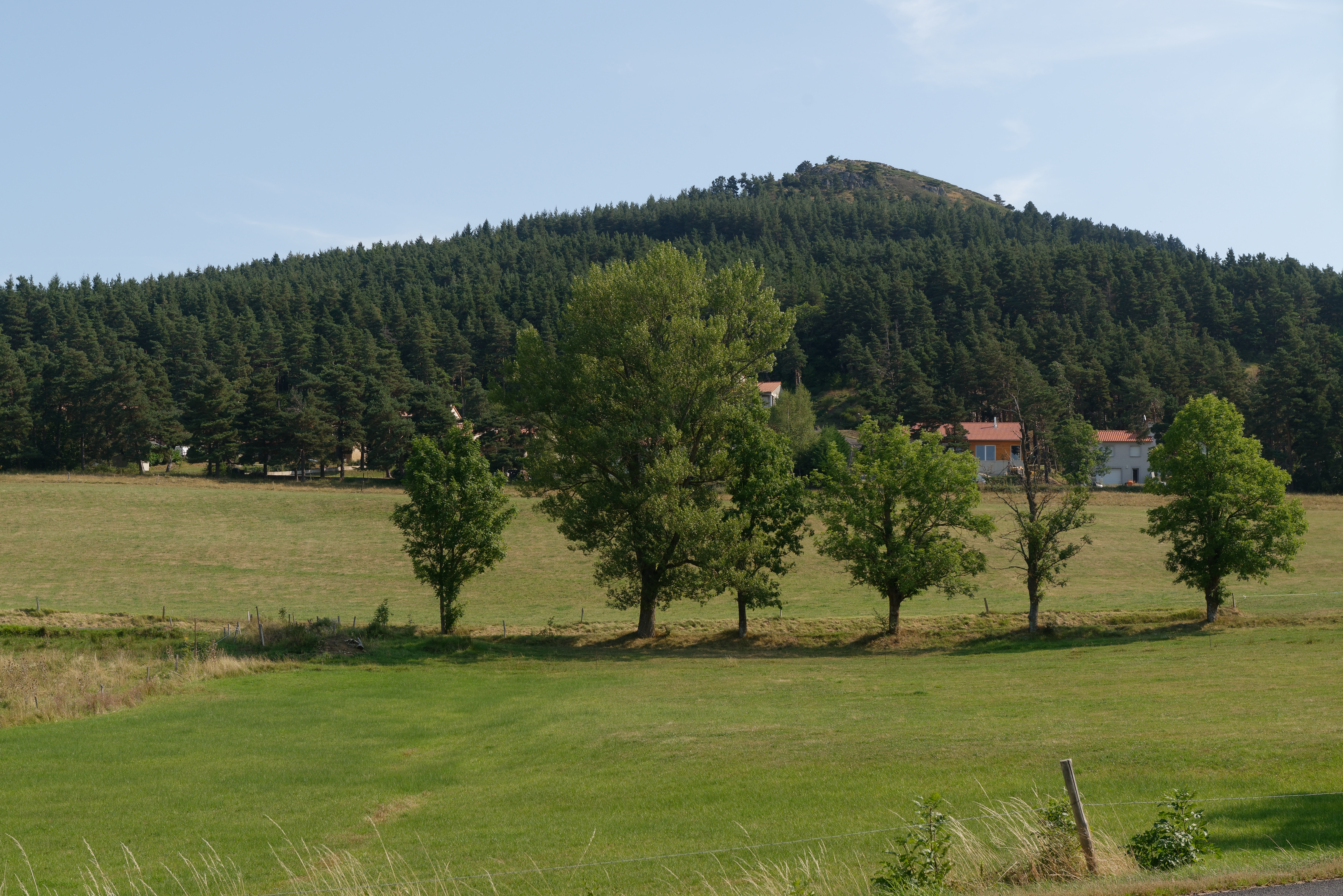
Le suc de Montchamp (1 083 m d'altitude)